# Хрисанфов, Тихон Павлович
Хрисанфов Тихон Павлович (16 июня 1892, Беляево, Свияжский уезд, Казанская губерния — 5 февраля 1974, Чебоксары) — советский государственный деятель, военный комиссар Чувашской АССР, интендант 2-го ранга.
В 1937 году репрессирован по делу «чувашской буржуазно-националистической организации».

## Биография
После окончания земского училища с 1905 работал в городе Казань у купца в магазине. С 1913 по 1917 служил в армии. С 1918 по 1920 в Красной Армии.
После окончания Гражданской войны работал уездным военным комиссаром в городе Спасск-Татарский Татарской АССР, городах Цивильск, Ядрин. В 1931–37 военный комиссар Чувашской АССР, в 1937–39 управляющий конторой Чувашлеспромсбыт. 17 марта 1939 года арестован.
Постановлением от 10 сентября 1941 года Особым совещанием при НКВД СССР по статьям 19 УК РСФСР, ст.58 п.2 УК РСФСР, ст.58 п.7 УК РСФСР, ст.58 п.10 УК РСФСР, ст.58 п.11 УК РСФСР заключить в ИТЛ сроком на 8 лет, считая срок с 16.03.1939 года.
Репрессирован также в 1948, место работы на момент ареста: товаровед закупочно-заготовительной базы союза Лесторга. Обвинительные статьи: ст.58 п.10 ч.1 УК РСФСР, ст.58 п.11 УК РСФСР. Приговор вынесен Особым совещанием при МГБ СССР 09.02.1949. Приговор: «Сослать на поселение». Дата реабилитации: 25.04.1956.
Реабилитирован 9 марта 1955 года Определением Судебной коллегии по уголовным делам Верховного суда СССР. Основания реабилитации: "Постановление Особого совещание при НКВД СССР в отношении Хрисанфова отменить и дело производством прекратить за отсутствием в его действиях состава преступления."

## Личная жизнь
- г. Чебоксары, ул. Ленинградская, д. 17, кв.3

## Награждён
- орден Ленина,
- Орден «Знак Почёта»,
- медали.